# Kunszt György
Kunszt György (Budapest, 1924. november 9. – Budapest, 2010. november 9.) Széchenyi-díjas építészmérnök, filozófus, a műszaki tudomány doktora. Gondolkodásának alapkérdése, identitásának centruma: „a hívő gondolat” keresése; az emberi létezés szakrális, spirituális, transzcendens dimenziónak feltárása a „hívő gondolattal”. Módszere pedig a reflektálás, a diszkusszió és a szellemi konfrontálás termékenysége; és ragaszkodás minden követelés önmagára való alkalmazásához, a „vezess vagy kövess!” alapelvéhez.

## Hatások
Kunszt György filozófus, építészmérnök 1946 és 1949 között résztvevője volt Hamvas Béla, Szabó Lajos és Tábor Béla vezette ún. „csütörtöki beszélgetések”-nek, s ezek az évek meghatározóak voltak gondolkodására. Kunszt György szellemi bázisát az Érseki Katolikus Gimnázium légköre, a cserkészek Hárshegyi Őrsvezetők Köre, a népi írók mozgalma, majd Szabó Lajos életre-szóló szellemi hatása alakította ki, amelyet a Rákosi-korszak és a korai Kádár-korszak szellemi deklasszálódottsága sújtott.

## Tevékenysége
Építészmérnöki diplomát 1949-ben szerzett a Budapesti Műszaki Egyetemen, de az akkori építészetpolitika egyfajta belső emigrációba kényszerítette, ezért dolgozott hosszabb ideig betontechnológusként az Építéstudományi Intézetben. Később az intézet tudományos igazgatóhelyettese, majd igazgatója, majd tudományos tanácsadója lett. Akadémiai doktori fokozatot 1974-ben szerzett. Több alkalommal töltötte be az MTA Műszaki Osztálya Építészettudományi Bizottságának elnöki tisztét; a CIB (Nemzetközi Építéskutatási Tanács) alelnöke volt; 1991-től pedig a BME címzetes egyetemi tanára.
Ugyanakkor underground szellemi életében, legkíméletlenebbül alkalmazta önmagára Szabó Lajos biblicista módszerét a visszakeresést: az eredeti teljesség keresését, a „keressétek először az Isten országát” (Máté, 6:33) nyomvonalán. Ennek lényege: az első helyet, az ősforrást, az eredetet, a létezés teljességét, a „lehető legszélesebb sort”, a leginkább teljes tapasztalást kell felkutatni logocentrikus módon, a spekulatív gondolkodás segítségével, a megismerés helyes rangsorát keresve.
Egy kutatómérnöki egzisztencia sáncai mögött élve, alapproblémája lett a jaspersi-mumfordi értelemben vett hagyomány jövője. Ezt a hagyományt legszűkebb listájával reprezentálva: Platón Phaidonjával, a Bhagavad-gítával, a Tao Te Kinggel és a János-evangéliummal határozta meg. E hagyomány jövőjének zálogát, szellemi hídját egyre nagyobb meggyőződéssel Szabó Lajos gondolkodásában – annak alapvetően monoteista-trinitárius avagy biblikus világfelfogásában – látta. A Kádár-rendszer ideológiai fellazulásával, 1986-tól, több írással igyekezte szolgálni Szabó Lajos magyarországi recepcióját, majd – felismerve, hogy bizonyos történelemfilozófiai kérdésekben Szabó Lajos és Bibó István felfogása megegyezik – igyekezett szolgálni komplementer recepciójukat is, éppen ebben látva a magyar szellemi élet 1990 után felszínre kerülő válsága megoldásának kulcsát.
Több tanulmánnyal részt vett a huszadik századi, s különösen az 1968 utáni szellemi világhelyzet mértékadó személyiségeinek magyarországi adaptálásában, elsősorban Heidegger, Derrida, Deleuze, Ebner és Nishitani filozófiájának, valamint Le Corbusier szakrális és Eisenman dekonstruktivista építészetének elemzésével; kimondatlan célkitűzésként mindenütt azt vizsgálta, hogy hitelesen miként reaktiválódik a hagyomány korunkban. Különösen foglalkoztatta a posztmodernnek mondott korunk nihilizmusa, s a hagyomány szükséges szerepe és kirajzolódó esélyei ennek leküzdésében.
Nietzsche-tanulmányaiban (Nihil és Ámen című könyvében) „a kalapácsos filozófus” hatástörténete áll. Személyes hangú írásai a magyar, illetve a nemzetközi (német, angolszász, francia és japán) Nietzsche-interpretáció legfontosabb irányzatait elemzik, azon az áron, hogy milyen romok maradtak utána.
Az Értékválság az építészetben és a modern szakralitás című könyvében, válogatott építészet-bölcseleti írásaival, átfogóan mutatja be korunk építészetét, amellyel szemben a következő követelményt támasztja: „...az egyetlen esztétikailag komolyan vehető építészet a templomépítészet, az egyetlen komolyan vehető várostípus a szent város, az akro-polisz. Bábel, kapitalizmus – a Sátán építészete.” „Az architektúra csak mint sajátos Krisztus-szimbólum-teremtő tevékenység vehető komolyan.” Könyve filozófiai, valamint a művészettel és építészettel, az építészet értékválságát és jövőjét fürkésző tanulmányaival kapcsolatos szellemi alapállását így összegzi: „Az ember teoform létező. Mármost kérdés, hogy milyen morfizmusok jönnek létre az Isten és az ember közötti morfológiai kapcsolat megzavarodása vagy éppen felszámolódása esetén. Úgy vélem, hogy a modern, a posztmodern, a dekonstruktivista és az összes egyéb mai építészeti irányzat e kérdés monumentális példatárának fogható fel.”
Posztumusz könyvében, az Identitásom és végső kérdéseim címűben, végül arról a küzdelemről ír, amely során az ember hogyan próbál lenni „valaki”...

## Tudományos közéleti tevékenysége, díjai, kitüntetései
- Az Építéstudományi Egyesület (ÉTE) főtitkárhelyettese, majd alelnöke (1964–1981), Alpár Ignác-emlékérmesként (1966) örökös tagja.
- A Nemzetközi Építéskutatási Tanács (CIB) elnökségének tagja (1980–1986), alelnöke (1983–1986), s a W82 sz. „Future studies in building” megnevezésű munkabizottság tagja (1981–)
- A Magyar Tudományos Akadémia Műszaki Osztálya Építészettudományi Bizottságának elnöke (1982–1993, majd 2000–), az MTA Közgyűlésének választott doktorképviselője (1994–1997, majd 2001–)
- A Magyar Filozófiai Társaság tagja (1998–)
- A BME Építészmérnöki Kara Habilitációs Bizottságának tagja (1993–)
- Széchenyi-díj (2006)
- Molnár Farkas-díj (2006)
- A Szent István Tudományos Akadémia rendes tagja (2007–)

## Legfontosabb publikációi
- High water content shielding concrete with iron and bauxite aggregates (Nuclear Structural Engineering, North Holland Publishing Company, Amsterdam, 1961/1)
- The use of logical models in solving topical problems of research management. Annals of library science and documentation (Indian National Documentation Centre, Delhi, Vol.18. No 3. 1971, pp 105–116)
- A tudományos kutatás logikai modellezése és tematikai irányítása. (Akadémiai Kiadó, Budapest, 1975)
- A hagyomány jövője. Prolegomena (Comitatus, Veszprém, 1995 [Pannon Panteon])
- Feljegyzések a Hagyomány jövőjéhez (Móricz Zsigmond Városi Könyvtár, Tata, 1995 [Alleé-füzetek])
- Nietzsche-tár. Szemelvények a magyar Nietzsche-irodalomból 1956-ig (Bevezetés. Szerkesztő: Kőszegi Lajos, társszerkesztő: Laczkó Sándor. Comitatus, Veszprém, 1996 [Pannon Panteon])
- Sustainable development and the future of construction in Hungary. In: Sustainable evelopment and the future of construction – A comparison of visions from various countries, CIB Report – Publication 225. (Rotterdam, 1998. The country reports/4, pp 1–27.)
- Peter Eisenman – A dekonstruktivizmustól a foldingig (Klein Rudolf társszerzővel. Akadémiai Kiadó, Budapest, 1999. 171 pp)
- Szabó Lajos: Tény és titok (Társszerkesztő: Kotányi Attila és Kőszegi Lajos. Medium, Veszprém, 1999)
- Nihil és Ámen (Nietzsche-reflexiók) (Gond-Cura Alapítvány – Palatinus, Budapest, 2002)
- Értékválság az építészetben és a modern szakralitás – válogatott írások 1962–2003 (Terc Kiadó, Budapest, 2003)
- Identitásom és végső kérdéseim (Kalligram, Pozsony-Budapest, 2010)

### Az Interneten olvasható írásai
- A Szabó Lajos szemináriumairól készült jegyzetek elé[halott link]
- Világproblémák és világfilozófiák[halott link] (Iskolakultúra, 1997/8.)
- A posztmodern építészet antropomorfizmusa és dekonstruktivista elvetése. (Alföld, 1999/3.)
- Lukács György építészeti esztétikája. A magyar építészet leszakadása a nemzetközi fejlődésről a XX. század harmadik negyedében.[halott link] (Disputa, 2005/6.)
- Logosz és mítosz évezredes küzdelme a matematikában is?

## Kunszt Györgyről
- Konferencia „Kunszt György tudományos pályafutásának áttekintése és értékelése” címmel, a Magyar Tudományos Akadémia Műszaki Tudományok osztálya rendezésében, 2004. november 9-én (In: Építés-Építészettudomány 2005/1-2.)

Balázs György: Kunszt György kutatásai a gőzölt és a sugárvédő betonok témakörében, 117-122. p.
Visy Zoltán: Kunszt György mint az Építésügyi Minisztérium Kutatási Osztályának vezetője és az Építéstudományi Intézet igazgatója, 123-129. p.
Bánhidi László: Kunszt György tevékenysége a Nemzetközi Építéskutatási Tanács (CIB) és ENSZ-szervezetek keretei között, 130-133. p.
Petró Bálint: Kunszt György tevékenysége a Magyar Tudományos Akadémián, 134-137. p.
Futó Péter: Kunszt György tudománylogikai modellelméletének felépítése és gyakorlati alkalmazása, 139-148. p.
Fehér Márta: Kunszt György tudománylogikai modellelméletének jelentősége a tudományelmélet nemzetközi fejlődésének szemszögéből, 149-152. p.
Márkus Gábor: Kunszt György "Tudománylogika és kutatásmódszertan" című tárgya a BME Építészmérnöki Karának Doktori Iskolájában, 153-156. p.
Gereben Zoltán: Kunszt György bekapcsolódása az építési futurológia és ökológia nemzetközi vállalkozásaiba, 157-159. p.
Tiderenczl Gábor: Kunszt György építési világmodellje és a fenntartható építés magyar problémakörének strukturálása, 160-170. p.
Mújdricza Péter: Kotányi Attila és Kunszt György OTI-pavilonja az 1948. évi BNV-n, 171-175. p.
Schneller István: Kunszt György építészetelméleti munkáinak fő problémakörei, 176-178. p.
Miklóssy Endre: Fiatalkori hatások és elkötelezettségek Kunszt György filozófiai fejlődésében, 185-189. p.
Vajda Mihály: Megtalált élet: Kunszt György filozófiai fő műveiről és fő problémáiról, 190-196. p.
Scharle Péter: Kunszt György előadásai a Magyar Pax Romana Kongresszusokon, 197-201. p.
- Konferencia "Kunszt György, a tudós és gondolkodó" címmel, a Német-Magyar Filozófiai Társaság rendezésében, Budapest, 2007. január 25-én.